# Christoph Heinrich Ernst Bischoff

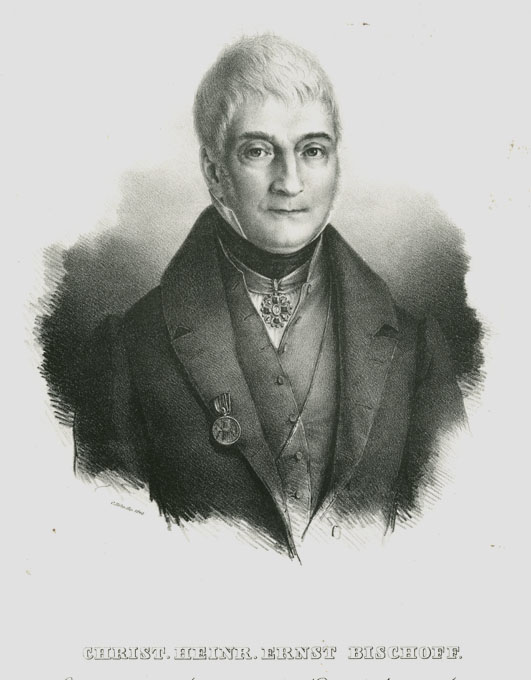
Christ. Heinr. Ernst Bischoff, Kreidelithographie von Nicolaus Christian Hohe aus dem Jahre 1840

Christoph Heinrich Ernst Bischoff (* 14. September 1781 in Hannover; † 5. März 1861 in Bonn) war ein deutscher Mediziner und Pharmakologe.

## Leben
Ernst Bischoff war der Sohn des Kaufmanns in der Calenberger Neustadt von Hannover Johann Georg Friedrich Bischoff (1750–1804) und dessen Ehefrau Louise Margaretha Elise, geborene Bock. Bischoff studierte Medizin in Göttingen und Jena. Hier studierte er besonders bei Christoph Wilhelm Hufeland, der wegen eines Augenleidens „junge Studirende ([…] Bischoff) zu Hausfreunden und Hausgenossen aufnehmen musste“. Bischoff widmete seine Dissertation im September 1801 Hufeland, und er folgte ihm, als Hufeland 1801 nach Berlin zog. Dort war er sein Assistent, bis er 1804 zum Professor der Physiologie am medizinal-chirurgischen Collegium ernannt wurde. Er diente auch als Hofarzt bei Wilhelm von Preußen, dem Bruder des Königs, und als Armen-Medicus.
1808 verließ er Berlin und fand in der Gegend von Elberfeld im Großherzogtum Berg eine erfreuliche ärztliche Tätigkeit. Ein Jahr später wurde er Physicus im Arrondissement Elberfeld. Nach der Umwandlung 1813 in das preußische Generalgouvernement Berg wurde er Bergischer Stabsarzt und 1814 Generalstabsarzt am Feld-Lazarett des 5. Armee-Korps am Oberrhein. Seine Publikation über das Heil-Wesen der Heere 1815 wurde als ungehörig empfunden, und er verlor seine Stellung. In der Zeit brach sich eine mystisch-pietistische Richtung bei ihm Bahn, verbunden mit Unzugänglichkeit und Unduldsamkeit.
Erst drei Jahre später wurde er als Professor der Pharmakologie und der Staatsarzneikunde an die am 18. Oktober 1818 neu gegründete Universität Bonn berufen, an der er in der Folge über vierzig Jahre bis zu seinem Tod im Jahr 1861 verblieb, in den letzten Jahren jedoch keine Vorlesungen mehr abhielt.
Bischoff blieb zeitlebens von der Naturphilosophie beeinflusst, die ihm Schelling in Jena vermittelt hatte. Seine Schriften ab 1815 standen in zum Teil massiver Kritik. Der preußische Generalarzt August Ferdinand Wasserfuhr veröffentlichte mehrfach kritische Anmerkungen zu Bischoffs Schriften über das Heilwesen der deutschen Heere.
Bischoff wurde am 28. November 1818 mit dem akademischen Beinamen „Aristobulus I.“ als Mitglied in die Deutsche Akademie der Naturforscher Leopoldina aufgenommen.
Spätestens 1815 wurde ihm der Kaiserlich russische St.-Annen-Orden zweiter Klasse verliehen; spätestens ab 1828 war er Königlich-Preußischer Geheimer Hofrat. 1851 erhielt er den Roten Adler-Orden 3. Klasse.
Während seines Studiums und seiner Zeit als Assistent von Hufeland hatte Bischoff ein Verhältnis mit dessen Ehefrau Juliane (* 10. Oktober 1771), geborene Amelung, einer Tochter des Pfarrers Gotthelf Hieronymus Amelung (1742–1800) und dessen Ehefrau Helene Juliane (1747–1822), geborene Thon. Juliane Hufeland trennte sich nach 18-jähriger Ehe mit sieben Kindern von Christoph Wilhelm Hufeland, weil dieser 1806 als Leibarzt Königin Luise von Preußen auf deren Flucht vor den anrückenden napoleonischen Truppen nach Königsberg begleitete, ohne die eigene Frau und seine Kinder in Sicherheit zu bringen. Sie ließ sich scheiden und bekam im Oktober 1807 ein Kind, den späteren Physiologen Theodor Ludwig Wilhelm Bischoff. Am 7. Mai 1809 heirateten Bischoff und Juliane Amelung, geschiedene Hufeland, in Hähnlein, wo Juliane nach der Trennung von ihrem Mann das ehemalige Hofgut Hainer Hof erhalten und ihren Wohnsitz eingerichtet hatte.
Ein Jahr nach dem Tod seiner Ehefrau Juliane († 18. Februar 1845) heiratete er am 9. März 1846 Arnoldine Henriette Stein (1810 bis nach 1861), eine Tochter des Bonner Professors Georg Wilhelm Stein und dessen Ehefrau Wilhelmine Elisabeth, geborene Prollius.

## Schriften (Auswahl)
- De usu galvanismi in arte medica speciatim vero in morbis nervorum paralyticis. Inaugural-Dissertation Jena 1801. (Digitalisat)
- Commentatio de usu galvanismi in arte medica speciatim vero in morbis nervorum paralyticis. Jenae, 1801. (Digitalisat)
- Ueber den Galvanismus und dessen Anwendung. In: Neues Journal der practischen Arzneykunde und Wundarzneykunst. 6. Band, 1801, II. Stück, S. 79–132.
- P. J. Barthez, Abhandlung über die Gichtkrankheiten. Aus dem Französischen frei übersetzt, mit Anmerkungen und einem Anhange versehen. 2 Theile. Berlin 1803. (Digitalisate)
- Versuche und Beobachtungen über die Würksamkeit der thierischen Gelatina zur Heilung intermittierender Fieber. Vom Dr. Giuseppe Gautieri. Uebersetzt und mit Anmerkungen begleitet Vom Dr. Bischoff. In: Neues Journal der practischen Arzneykunde und Wundarzneykunst. 11. Band, 1804, II. Stück, S. 120–268.
- Darstellung der Gallschen Gehirn- und Schädel-Lehre.  Von C. H. E. Bischoff, nebst Bemerkungen über diese Lehre von C. W. Hufeland. Kommission Wittich, Berlin 1805. (Digitalisat)
  - auch in: Neues Journal der practischen Arzneykunde und Wundarzneykunst, 14. Band, III. Stück, 1805, S. 5–113.
- Iatroliptik oder Praktische Beobachtungen über die Anwendung der Arzneymittel auf die Oberfläche des Körpers bei inneren Krankheiten, von A. J. Chrestien. Aus dem Französischen frey übersetzt von C. H. E. Bischoff. Fröhlich, Berlin 1805.[19]
- Hülfsbüchlein für Jedermann zur Verhütung und glücklichen Bekämpfung bösartiger ansteckender und epidemischer Fieber. Frankfurth am Main 1813. (Digitalisat)
- Ueber das Heil-Wesen der deutschen Heere. Ein Beitrag zur Begründung seiner künftigen befriedigenden Anordnung und Versuch aus dem Gebiete der höheren Staatsarzneikunde. Heinrich Büschler, Elberfeld 1815. (Digitalisat)[20]
- Beiträge zur Staats-Arzneiwissenschaft und Kunst. In: Zeitschrift für Staatsarzneikunde. 4. Jg., 8. Band 1824, S. 1–68 und 237–279.[21]
- Christoph Heinr. Ernst Bischoff, Urkundliche Darstellung seiner Rückkehr in den Königlich-Preußischen Staatsdienst, als handschriftlicher Abdruck für die hohen Oberen und staatsdienstlichen Verhältnisse des Verfassers, nicht für die öffentliche Meinung und als Klage, nicht Anklage. Darmstadt 1825. (XVI+74 Seiten, Druckauflage 30 Stück. Unterschrift des Vorworts: „Bonn, im September 1825. Dr. Ernst Bischoff.“)
- Die Lehre von den chemischen Heilmitteln oder Handbuch der Arzneimittellehre als Grundlage für Vorlesungen und zum Gebrauche praktischer Aerzte und Wundärzte bearbeitet von Christoph Heinrich Ernst Bischoff. 3 Bände und Supplement-Band. Bonn 1825, 1826, 1831, 1834. (Digitalisate)
  - Fernere wissenschaftliche Beiträge nebst den neueren Erwerbnissen und materiellen Bereicherungen der Arzneimittel-Lehre […]. Von Christoph Heinrich Ernst Bischoff. Zweite Lieferung. (Zweiter Supplement-Band.) Bonn 1840. (Digitalisat)
- Grundriß einer anthropologischen Propädeutik zum Studio der gerichtlichen Medicin für Rechts-Beflissene nebst einer Abhandlung über das Erforderniß letzterer Wissenschafft, als wesentlichen Bestandtheiles rechtswissenschaftlicher Studien auch zur Uebersicht für angehende Aerzte und gebildete Layen von Christoph Heinrich Ernst Bischoff. Marcus, Bonn 1827. (Digitalisat)
- Zur kritischen Rüge und Verständigung für die Arzneimittellehre. Von Christoph Heinrich Ernst Bischoff. Bonn 1828. (Digitalisat)
- Wider die Mystification in der Medicin. Send-Schreiben an die Versammlung deutscher Naturforscher zu Hamburg im Jahre 1830, auch als zweiter Versuch zur Verständigung über die Arzneimittellehre. Von Christoph Heinrich Ernst Bischoff. Bonn 1830.[22]
- Ueber das Verhältniss der Medicin zur Chirurgie und die Dreiheit im heilenden Stande zur Verwahrung jeder betreffenden Staats-Anordnung, von C. H. Ernst Bischoff. Marcus, Bonn 1842. (Digitalisat)
- Einiges, was den deutschen Universitäten Noth thut, dargelegt von C. H. Ernst Bischoff. Marcus, Bonn 1842. (Digitalisat)
- Einiges, was den deutschen Universitäten Noth thut, dargelegt von C. H. Ernst Bischoff. Zweites Heft. Weber, Bonn 1848. (Digitalisat)
- [pseudonym, vermutlich von Bischoff:] Das Christenthum und der christliche Staat. Eine Herzens-Ergiessung. Von E. B. Kommission Eduard Weber, Bonn 1849. (Digitalisat)